# Ленинградская улица (Петергоф)
Ленингра́дская улица — исчезнувшая улица Петергофа (Петродворцовый район Санкт-Петербурга), проходившая от перекрёстка Петергофской улицы и Санкт-Петербургского проспекта до Знаменской улицы.

## История
Проложена в 1825 году, получив название Санкт-Петербургская улица.
В 1914 году была переименована в Петроградскую улицу.
В годы Великой Отечественной войны все постройки Большой Слободы, в том числе и по Ленинградской улице, были уничтожены. После войны Большая Слобода не была восстановлена, сейчас на её территории находится Приморский мемориал.
В отличие от многих других утраченных улиц, полностью стёртых с лица земли, очертания Ленинградской улицы сохраняются по сей день. Топоним был восстановлен в 2010 году. Самое позднее из трех названий улицы было выбрано, по-видимому, в связи с его мемориальным значением: оно напоминает о событиях битвы за Ленинград, а сама улица находится вблизи бывшей границы Ораниенбаумского плацдарма. В 2022 году топоним вновь был упразднён.

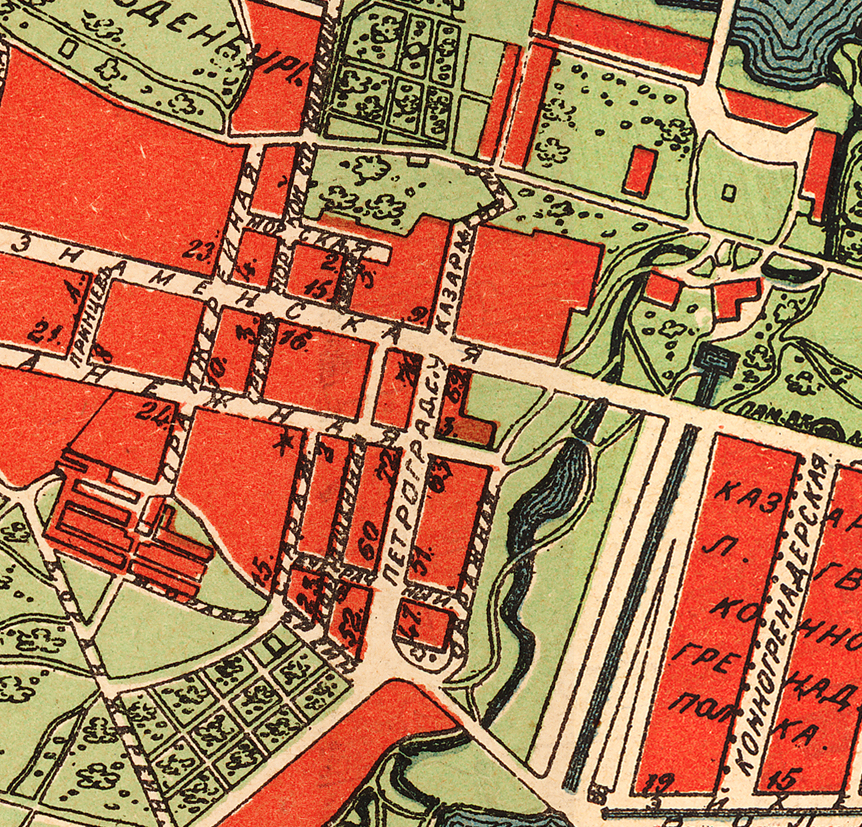
Петроградская улица на плане 1915 года